# Lepidophyllum cupressiforme
 Lepidophyllum cupressiforme  (Lam.) Cass., 1823 è una specie di piante angiosperme dicotiledoni della famiglia delle Asteraceae, sottofamiglia Asteroideae,  tribù Astereae (Basal grade) e sottotribù Chiliotrichinae.  Lepidophyllum cupressiforme è anche l'unica specie del genere  Lepidophyllum   Cass., 1816.

## Etimologia
Il nome generico (Lepidophyllum) deriva dalle parole greche "λεπίς" (lepis), che significa "scaglia", e "φύλλον" (phyllon), che significa "foglia". Il nome si riferisce alle foglie squamose delle piante di questo genere. L’epiteto specifico (cupressiforme) si riferisce alla somiglianza delle foglie e dei rami con quelle del genere Cupressus L. .
Il nome scientifico della specie è stato definito dal botanico Alexandre Henri Gabriel de Cassini (1781-1832) nella pubblicazione " Dictionnaire des Sciences Naturelles, dans lequel on traite méthodiquement des différens êtres de la nature, considérés soit en eux-mêmes, d'aprés l'état actuel de nos connoissances, soit relativement à l'utilité quén peuvent retirer la médecine, l'agriculture, le commerce et les arts. Strasbourg. Edition 2" ( Dict. Sci. Nat., ed. 2. [F. Cuvier] 26: 37) del 1823. Il nome scientifico del genere è stato definito dallo stesso botanico nella pubblicazione " Bulletin des Sciences, par la Société Philomatique" ( Bull. Sci. Soc. Philom. Paris 1816: 199 ) del 1816.

## Descrizione
Portamento. Le specie di questa voce ha un habitus di tipo globoso-arbustivo aromatico. La superficie è glabra e glutinosa; in alcuni casi è punteggiata di ghiandole.
Fusto. La parte aerea in genere è eretta e densamente ramificata (i rami sono corti e densamente stipati come il cipresso).
Foglie. Le foglie con forme rombiche (ossia triangolari-ovate a base troncata, apici ottusi e margini leggermente involuti) più larghe che lunghe simili a scaglie. Inoltre sono decussate, strettamente confinate e provviste di ciglia leggermente arrotondate. La disposizione è opposta e sono sessili.
Infiorescenza. Le sinflorescenze sono sia scapose (capolini solitari). Le infiorescenze vere e proprie sono composte da un capolino terminale sessile di tipo radiato con fiori spesso eterogami. I capolini sono formati da un involucro, con forme da strettamente campanulate a cilindrico-ovoidali, composto da diverse brattee, al cui interno un ricettacolo fa da base ai fiori di due tipi: fiori del raggio e fiori del disco. Le brattee, con forme da lanceolate a ovate-ellittiche, margini scariosi e a consistenza erbacea, sono disposte in modo più o meno embricato su 3 - 4 serie. Il ricettacolo è nudo ossia senza pagliette (occasionalmente possono essere presenti) a protezione della base dei fiori; la forma è piatta o da convessa a conica.
Fiori.  I fiori sono tetra-ciclici (formati cioè da 4 verticilli: calice – corolla – androceo – gineceo) e pentameri (calice e corolla formati da 5 elementi). Si distinguono in:
- fiori del raggio (esterni): sono 3 - 6 per capolino; sono femminili con forme ligulate (struttura zigomorfa); sono presenti staminoidi;
- fiori del disco (centrali): sono 4 - 7 con forme tubulose (attinomorfe); sono ermafroditi (e funzionalmente maschili).

- Formula fiorale:

*/x K {\displaystyle \infty }, [C (5), A (5)], G 2 (infero), achenio
- Calice: i sepali del calice sono ridotti ad una coroncina di squame.

- Corolla: 
  - fiori del raggio: la forma della corolla alla base è più o meno tubulosa-imbutiforme, mentre all'apice è trilabiato con corti lobi contorti; i lobi hanno delle forme da ellittiche a oblunghe; il colore è giallo;
  - fiori del disco: la forma è strettamente imbutiforme bruscamente divaricata in 5 lobi; i lobi, patenti o ricurvi, hanno una forma lanceolata; il colore è giallo

- Androceo: l'androceo è formato da 5 stami sorretti da filamenti generalmente liberi; gli stami sono connati e formano un manicotto circondante lo stilo; le teche (produttrici del polline) alla base sono leggermente sagittate; le appendici apicali delle antere hanno delle forme piatte e lanceolate; il tessuto endoteciale (rivestimento interno dell'antera) è quasi sempre polarizzato (con due superfici distinte: una verso l'esterno e una verso l'interno). Il polline è sferico con un diametro medio di circa 25 micron;  è tricolporato (con tre aperture sia di tipo a fessura che tipo isodiametrica o poro) ed è echinato (con punte sporgenti).[11][14]

- Gineceo: l'ovario è infero uniloculare formato da 2 carpelli.[7] Lo stilo (il recettore del polline) è profondamente bifido (con due stigmi divergenti) e con le linee stigmatiche marginali separate.[15] I due bracci dello stilo hanno delle forme oblunghe e con pubescenza raccolta sulla metà superiore.

Frutti. I frutti sono degli acheni con pappo; in alcune specie è presente un certo dimorfismo (gli acheni dei fiori del raggio differiscono dagli acheni dei fiori del disco);
- achenio: gli acheni, con forme oblanceolate leggermente compresse, hanno 6 - 7 ampie nervature laterali; la superficie è papillosa o glabra o punteggiata di ghiandole; la parete dell'achenio è formata da celle contenenti rafidi ma prive di fitomelanina; il carpoforo normalmente è anulare; le setole con punte a forma di ancora non sono presenti;
- pappo: il pappo, caduco, su 2 - 3 serie, è formato da diverse scaglie lineari strettamente subulate. Il pappo è più lungo dell'achenio.

## Biologia
Impollinazione: tramite insetti (impollinazione entomogama tramite farfalle diurne e notturne).

Riproduzione: la fecondazione avviene fondamentalmente tramite l'impollinazione dei fiori.

Dispersione: i semi cadono a terra e vengono dispersi soprattutto da insetti come formiche (disseminazione mirmecoria). Un altro tipo di dispersione è zoocoria: gli uncini delle brattee dell'involucro (se presenti) si agganciano ai peli degli animali di passaggio che portano così i semi anche su lunghe distanze. Inoltre per merito del pappo il vento può trasportare i semi anche per alcuni chilometri (disseminazione anemocora).

## Distribuzione e habitat
La specie di questa voce è distribuita in Sudamerica (meridionale).

## Sistematica
La famiglia di appartenenza di questa voce (Asteraceae o Compositae, nomen conservandum) probabilmente originaria del Sud America, è la più numerosa del mondo vegetale, comprende oltre 23.000 specie distribuite su 1.535 generi, oppure 22.750 specie e 1.530 generi secondo altre fonti (una delle checklist più aggiornata elenca fino a 1.679 generi). La famiglia attualmente (2021) è divisa in 16 sottofamiglie; la sottofamiglia Asteroideae è una di queste e rappresenta l'evoluzione più recente di tutta la famiglia.

### Filogenesi
La tribù Astereae (una delle 21 tribù della sottofamiglia Asteroideae) comprende circa 40 sottotribù. In base alle ultime ricerche nella tribù sono stati individuati (provvisoriamente) 5 principali lignaggi:
- Basal grade: include alcuni generi isolati, il gruppo "South American-Oceania",  alcune sottotribù africane e il gruppo dei generi legnosi del Madagascar.
- Bellis lineage: comprende le sottotribù eurasiatiche e una sottotribù africana.
- Aster lineage: include i generi asiatici di Asterinae e i principali gruppi dell'Australia e dell'Oceania.
- Baccharis lineage: include alcuni gruppi sudamericani.
- North American lineage: include la vasta gamma di sottotribù del Nordamerica, Messico e alcuni gruppi distribuiti nel Sudamerica.

Il genere Lepidophyllum (insieme alla sottotribù Chiliotrichinae) è incluso nel lignaggio "Basal grade". In particolare fa parte del sottogruppo relativo agli areali del Sudamerica. Le specie di questo gruppo sono caratterizzate da un livello di ploidia 2x o 4x. La sottotribù è suddivisa in tre cladi (o gruppi): Chiliotrichum clade - Nardophyllum clade - Llerasia clade. Il genere Lepidophyllum è incluso nel clade "Chiliotrichum" insieme ai generi Chiliotrichum - Chiliophyllum -  Aylacophora. I caratteri morfologici principali di questo gruppo sono: un pappo composto da scaglie a forma e disposizione variabili, e degli acheni privi di tricomi gemelli tra le costole (o al massimo hanno solo pochissimi tricomi sparsi nella parte superiore). Altri caratteri condivisi sono: i capolini sono del tipo radiato, i ricettacoli sono parzialmente provvisti di pagliette, i rami dello stilo sono piuttosto oblunghi ed ottusi e il pappo è biseriato.
In precedenti trattazioni questo genere è descritto all'interno della sottotribù Hinterhuberinae (ora sinonimo della sottotribù Baccharidinae).
I caratteri distintivi della specie  Lepidophyllum cupressiforme sono:
- questa specie è aromatica;
- il portamento consiste in rami e foglie (decussate) densamente stipate come il cipresso;
- i capolini sono del tipo radiato con ricettacolo parzialmente con pagliette;
- il pappo, caduco, è formato da scaglie strettamente subulate.

Il numero cromosomico delle specie di questo genere è: 2n = 18.

### Sinonimi
Sono elencati alcuni sinonimi per questa entità:
- Athanasia cupressiformis (Lam.) Comm. ex DC.
- Baccharis cupressiformis  (Lam.) Pers.
- Brachyridium cupressiforme  (Lam.) Meisn.
- Conyza cupressifomis  Lam.
- Gutierrezia cupressiformis  (Lam.) Sch.Bip.

Sinonimo per il genere:
- Brachyridium Meisn.